# Irreduzibles Ideal
Ein irreduzibles Ideal in einem kommutativen Ring mit {\displaystyle 1} ist ein echtes Ideal, das keine nicht-triviale Zerlegung als Schnitt zweier anderer Ideale zulässt. Aus zahlentheoretischer Sicht stellen irreduzible Ideale damit eine Verallgemeinerung von Primzahlpotenzen dar. Zerlegungen in irreduzible Ideale liefern daher Verallgemeinerungen der Primfaktorzerlegung und der Zerlegung in Primideale in Dedekindringen. In noetherschen Ringen ist eine Zerlegung in irreduzible Ideale zugleich eine Primärzerlegung. In der algebraischen Geometrie erhält man mit Hilfe der Zerlegung in irreduzible Ideale Zerlegungen in topologisch irreduzible Komponenten.

## Definition
Ein echtes Ideal in einem kommutativen Ring mit {\displaystyle 1} heißt irreduzibel, wenn es sich nicht als Schnitt zweier echt größerer Ideale darstellen lässt. Gibt es eine solche Darstellung, so heißt das Ideal reduzibel.

## Beispiele
- Primideale sind irreduzible Ideale, da ihre Komplemente multiplikativ abgeschlossen sind.[1]
- In einem Dedekindring ist ein Ideal aufgrund der eindeutigen Zerlegung in Primideale genau dann irreduzibel, wenn es Potenz eines Primideals ist. Somit stimmen in Dedekindringen die irreduziblen Ideale mit den primären Idealen überein.[2] Insbesondere stimmen in Hauptidealringen die Begriffe des irreduziblen und primären Ideals überein und man erhält als irreduzible Ideale die von Potenzen irreduzibler Elemente erzeugten Ideale und das Nullideal.
- Im Polynomring {\displaystyle K[X_{1},\dotsc ,X_{n}]} über einem Körper {\displaystyle K} ist ein Monomialideal – also ein Ideal, das von Monomen erzeugt wird – genau dann irreduzibel, wenn es von Potenzen von Variablen erzeugt wird.[3]
- Im Polynomring {\displaystyle K[X,Y]} über einem Körper {\displaystyle K} ist das Ideal {\displaystyle I=(X^{2},XY,Y^{2})} als Potenz des maximalen Ideals {\displaystyle (X,Y)} ein primäres Ideal. Allerdings gilt {\displaystyle I=(X,Y^{2})\cap (X^{2},Y)} und damit ist {\displaystyle I} nicht irreduzibel.

## Eigenschaften
- Ein echtes Ideal in einem Faktorring ist genau dann irreduzibel, wenn sein Urbild unter dem kanonischen Epimorphismus irreduzibel ist. Insbesondere ist also ein Ideal genau dann irreduzibel, wenn im zugehörigen Faktorring das Nullideal ein irreduzibles Ideal ist.

### Zusammenhang mit primären Idealen
- In noetherschen Ringen ist jedes irreduzible Ideal primär.[4][5] Insbesondere ist dann also das Radikal eines irreduziblen Ideals ein Primideal, sodass wir im Falle von noetherschen Ringen von dem zu einem irreduziblen Ideal gehörenden Primideal sprechen können.
- In nicht-noetherschen Ringen müssen irreduzible Ideale nicht primär sein. Es gibt sogar nicht-noethersche Ringe mit irreduziblen Idealen, deren Radikal nicht irreduzibel ist.[6] Allerdings gibt es für nicht-noetherschen Ringe zumindest explizite Charakterisierung der irreduziblen Ideale, die zugleich primär sind.[7][8]
- Selbst in faktoriellen noetherschen Ringen ist nicht jedes primäre Ideal irreduzibel, wie das obige Beispiel des Ideals {\displaystyle (X^{2},XY,Y^{2})\subseteq K[X,Y]} zeigt. Ein {\displaystyle P}-primäres Ideal {\displaystyle Q} eines noetherschen Rings ist genau dann irreduzibel, wenn zwischen {\displaystyle Q} und dem Idealquotienten {\displaystyle Q:P} kein weiteres primäres Ideal liegt.[9]

### Zerlegungen in irreduzible Ideale in noetherschen Ringen
- In noetherschen Ringen ist aufgrund von noetherscher Induktion jedes echte Ideal als Schnitt von endlich vielen irreduziblen Idealen darstellbar.[10][11] Da irreduzible Ideale in noetherschen Ringen primär sind, handelt es sich bei dieser Zerlegung um eine Primärzerlegung und somit existiert in noetherschen Ringen insbesondere eine Primärzerlegung.
- Bei einer minimalen Zerlegung in irreduzible Ideale in einem noetherschen Ring ist die Anzahl der Komponenten eindeutig bestimmt.[12] Außerdem sind die zugehörigen Primideale der Komponenten ebenso eindeutig bestimmt wie die Vielfachheit, in der sie auftreten.[13] Auch die isolierten irreduziblen Komponenten, deren Primideale minimal über dem Ideal liegen, sind eindeutig bestimmt.[14]

## Zusammenhang mit anderen Arten der Irreduzibilität
- Ein irreduzibles Element in einem ggT-Ring ist prim und erzeugt daher ein Primideal, das insbesondere ein irreduzibles Ideal ist. Allerdings muss der Erzeuger eines irreduziblen Hauptideals kein irreduzibles Element sein, wie bereits die obigen Beispiele in Hauptidealringen zeigen. Irreduzible Ideale verallgemeinern daher nicht irreduzible Elemente, sondern deren Potenzen.
- Die Nullstellenmenge zu einem irreduziblen Ideal eines Polynomrings {\displaystyle K[X_{1},\dotsc ,X_{n}]} über einem Körper {\displaystyle K} ist eine affine algebraische Varietät, also eine abgeschlossene Menge bezüglich der Zariski-Topologie auf {\displaystyle K^{n}}, die bezüglich der Teilraumtopologie ein irreduzibler topologischer Raum ist. Allerdings sind die Nullstellenmengen aller Ideale, deren Radikal prim ist, irreduzible topologische Räume. Aus der Zerlegung eines Ideals in irreduzible Ideale erhält man eine Zerlegung der Nullstellenmenge in irreduzible Komponenten.
- Ist {\displaystyle R} ein beliebiger noetherscher kommutativer Ring mit {\displaystyle 1}, liefert die Zerlegung eines Ideals {\displaystyle I\subseteq R} in irreduzible Komponenten eine Zerlegung der Nullstellenmenge von {\displaystyle I} im Spektrum von {\displaystyle R} in endlich viele topologisch irreduzible Komponenten bezüglich der Zariski-Topologie.

## Verallgemeinerung
- Ein echter Untermodul eines Moduls heißt irreduzibel, wenn er sich nicht als Schnitt zweier echt größerer Untermoduln schreiben lässt. Betrachten wir einen Ring als Modul über sich selbst, so sind die irreduziblen Untermoduln gerade die irreduziblen Ideale. Irreduzible Untermoduln von noetherschen Moduln sind primäre Untermoduln[15] und für echte Untermoduln eines noetherschen Moduls gibt es eine Zerlegung in endlich viele irreduzible Moduln,[16][17] welche die Zerlegung in irreduzible Ideale verallgemeinert. Auch bei einer kürzesten Zerlegung in irreduzible Untermoduln ist die Anzahl der irreduziblen Komponenten eindeutig bestimmt.[18]
- Weitere Idealklassen, die neben den irreduziblen und den primären Idealen ebenfalls das Konzept der Primzahlpotenz verallgemeinern und endliche Schnittzerlegungen von Idealen liefern, sind quasi-primäre Ideale und primale Ideale. Jedes irreduzible Ideal ist sowohl quasi-primär als auch primal.[19]